# パブリックアイ賞

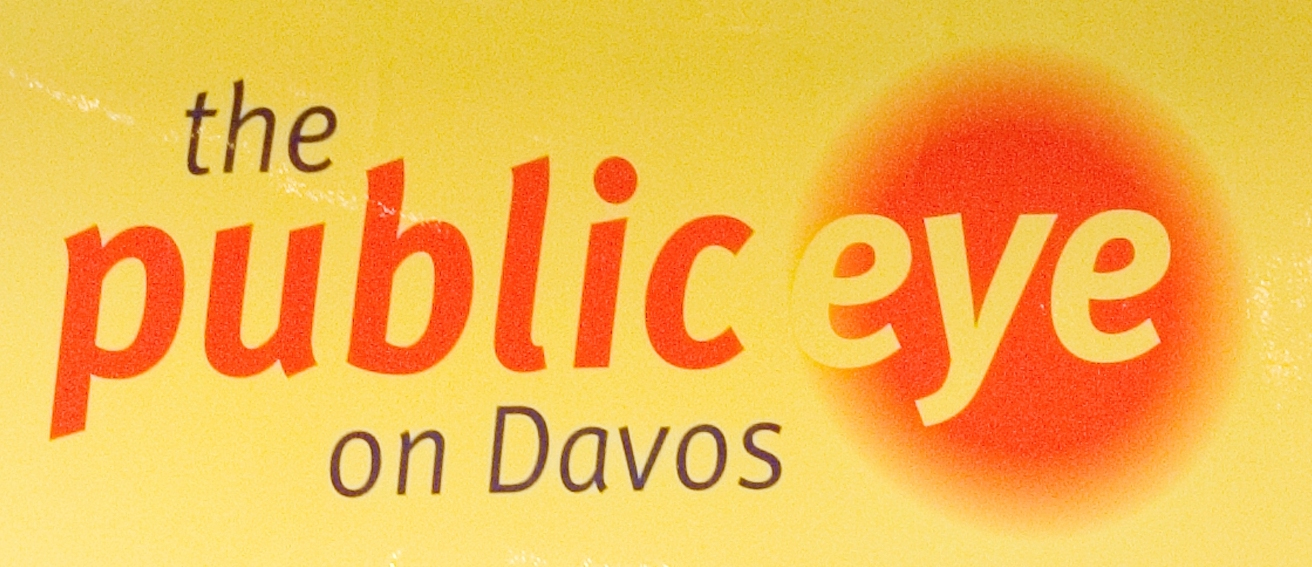

パブリックアイ賞(英語: Public Eye Award)とは、通称：世界最悪企業賞、毎年「最も無責任で社会正義に適わない企業」を決定するための賞であり、ベルン・デクラレーション(BD)とスイスのグリーンピースによってコーディネートされ、世界各地からNGOが参画している。スイスのダボスで開かれる世界経済フォーラム(WEF)の年次総会に対抗するイベントとして2000年以来開催されており、2009年1月28日にその十周年を迎えた。パブリックアイ賞は「利益至上主義志向のグローバル化」への本質的な批判の場として、「企業の社会的責任」(CSR)とともに2005年以降注目を集めている。
2009年には勇気ある労働者の活動を称えるため、ポジティブカテゴリーは初めて個人もその受賞対象となった。

## 2015年
受賞企業：
- シェブロン（終身栄誉賞）

ノミネート企業：
- ゴールドマン・サックス
- グレンコア
- ダウ・ケミカル
- ウォルマート
- ガスプロム

2015年には過去の受賞企業から選ばれた候補による「終身栄誉賞（Lifetime Award）」の選考が一般公募によって行われた。シェブロンはテキサコ買収後、合併前の同社が引き起こした環境汚染や混乱への責任を拒否し、また自社の商慣行が世界中のコミュニティに害を与え続けているとされ、多国籍企業が人々の権利闘争を脅かすのみならず、企業による人権侵害を受けた人々が救われる権利をさらに侵害する例として、過去10回の受賞企業を超える「選出史上最悪の企業」に輝いた。
ゴールドマン・サックスは金融危機から利益を得、自らを保護するために官公庁へ人材を送り込み、インサイダー取引と投機で商品の値を吊り上げ、これらすべての不正行為を否定し続けていることでノミネートされた。
グレンコアは世界最大級の鉱業企業として、世界各地で環境汚染、児童労働、脱税を起こしていることが予備選出の理由とされた。
ダウ・ケミカルは年度賞の受賞理由となったボパールの事故に関して一切の責任と被害者救済を拒否し、賄賂の疑いでインド政府のブラックリストに5年連続で記載されていることなどで候補となった。
ウォルマートは小売業者としてサプライチェーンに責任を取らず、業界改革と労働者の権利を否定し、低賃金を推し進めたことでノミネートされた。
ガスプロムはロシア連邦政府との緊密な関係により減税を行い、北極圏の自然環境を破壊し、その負担をロシアと他の地域の市民に押しつけていることで候補となった。

## 2014年
受賞企業：
- ガスプロム

審査員賞
- Gap

ノミネート企業：
- グレンコア・エクストラータ
- BASF
- FIFA
- HSBC
- en:Eskom
- en:Marine Harvest

## 2013年
受賞企業：
- ロイヤル・ダッチ・シェル

審査員賞：
- ゴールドマン・サックス

ノミネート企業：
- アルストム
- en:Coal India
- en:G4S
- en:Lonmin
- en:Repower

## 2012年
受賞企業：
- ヴァーレ

審査員賞：
- バークレイズ

ノミネート企業：
- 東京電力
- サムスン電子
- シンジェンタ
- フリーポート・マクモラン

## 2011年
オーディエンス賞：
- ネステ・オイル(en:Neste Oil)

審査員賞：
- アングロゴールド・アシャンティ(en:AngloGold Ashanti)

ノミネート企業：
- アクスポ（スイスのエネルギー企業）
- BP
- フォックスコン
- フィリップモリス

## 2010年
受賞企業：
- エフ・ホフマン・ラ・ロシュ（スイス、市民）
- ロイヤル・バンク・オブ・カナダ（グローバル）
- 国連グローバル・コンパクトの「CEOウォーター・マンデート」（グリーンウォッシュ）

「スイス」「市民」両カテゴリーのパブリックアイ賞には、中国でセルセプト（免疫抑制剤）を販売し、90%以上の死刑囚から本人の意思に反して移植向けの臓器を徴発したスイスのヘルスケア企業に与えられた。

## 2009年
受賞企業：
- ニューモント・マイニング社(en:Newmont Mining Corporation)（グローバル、市民）
- BKW FMBエネルギー(スイスの電力会社、en:BKW FMB Energie AG)（スイス）

ポジティブ・カテゴリー賞：
- Freddy Lozano、Jairo Quiroz Delgado（コロンビアの全国炭鉱労組執行メンバー）

ニューモントは同社の推進したAkyemプロジェクト（ガーナ、アハフォ鉱山における開発プロジェクト）によって2009年度の賞を「勝ち取った」。審査員によれば、本プロジェクトは固有の自然生態系を破壊し、地元住民の強制立ち退きを遂行、さらには土壌・河川を汚染した。ニューモントはこれに対し、それらの情報は誤解を招くものであるとして、本プロジェクトは国際的な自然環境の専門家や地元コミュニティ、適切な政府機関や省によって広く指導されてきたものだと説明した。
BKW FMBエネルギーはドイツ瀝青炭の火力プラントとスイスにおける電力効率と再生エネルギーの同時伝播への参画によってスイスカテゴリーにて受賞した。
ポジティブ・カテゴリーではコロンビアの全国炭鉱労組のメンバー2名が国内最大規模の炭鉱における労働条件の改善のため闘ったことを受けての受賞となった。

## 2008年
：
- アレヴァ（グローバル、市民）
- グレンコア（スイス）

ポジティブ・カテゴリー：
- ヘス・ナトゥア(de:Hess Natur)

「市民」「グローバル」の両カテゴリーとも、北ニジェールの子会社SomaïrとCominakのウラン鉱山労働者の健康状態に関する情報を隠蔽したフランスの国有企業アレヴァが受賞した。これによって域内の病院ではHIV患者に対し、空気・水・土壌の放射性汚染によるガンの兆候が実際に示されていると診断するだろう。
グレンコアはその不明瞭なビジネスのやり方や、コロンビアの炭鉱労働者に対する容認し難いような労働条件について、受賞の「名誉」に浴した。
ポジティブ・カテゴリーの受賞ドイツ最大の天然生地通信販売会社ヘス・ナトゥアが、原料のフェアトレードを含むその社会的でエコロジカルなビジネス展開によって受賞した。

## 2007年
受賞企業：
- ブリヂストン（グローバル）
- ノバルティス（スイス）

ポジティブ・カテゴリー：
- Coop Switzerland（スイスの生活協同組合）

ブリヂストンのグローバルカテゴリー受賞は、リベリアにある子会社の悲惨な労働環境がその要因となった。労働者は泥で出来た小屋に住み、その子ども達は労働を強制されており、さらには高度の有害物質を無防備で扱わなければならない、という環境下におかれている。
ノバルティスはインドのジェネリック薬（後発医薬品）生産の強制停止を伴った抗がん剤イマチニブの特許権取得のために受賞した。結果として数多くの患者は白血病の進行を遅らせるための投薬治療を受けることが出来なくなってしまった。ノバルティス社の製品は既存のジェネリック薬に比べ、実に十倍もの値段で販売されているためである。
ポジティブ賞は、エコロジー製品や環境に配慮した農業経営への貢献が認められて、スイスの生活協同組合が勝ち取った。

## 2006年
受賞企業：
- シェブロン（環境）
- シティグループ（税金）
- ウォルト・ディズニー（社会）

ポジティブ・カテゴリー：
- SNRTE（バスク自治州の労働組合）
- Germanwatch（ボン所在のNGO）
- FIAN (FoodFirst Information and Action Network.)

過去30年もの間、シェブロンは非常に有害な廃水をエクアドルのアマゾン川へ流すことを是認しており、コスト削減のために浄化されていない廃水を地へ戻すことが習慣化していた。シェブロンは自然環境と地元コミュニティの健康問題にコストをかけることを拒絶している。
シティグループは税金逃れ達への節操の無いアドバイス活動で受賞。
ウォルト・ディズニーは中国での玩具生産において、製造業者の名前を明かさないことで工業モニタリングのチェックから身を守っている。
ポジティブ賞は3つのNGO（非政府組織）に与えられた。彼等はコンチネンタルタイヤのメキシコにあるタイヤ工場の非合法な閉鎖に立ち向かい、これらの組織の要求は全て受け入れられた。

## 2005年
受賞企業：
- ダウ・ケミカル（人権）
- シェル（環境）
- ウォルマート（労働者の権利）
- KPMG（税金）

ダウ・ケミカルの受賞は、1984年に起きたボパールでの惨事(ボパール化学工場事故)に対して、事故の責任を負う企業を買収しているにもかかわらずいかなる責任を取ることも拒絶していることで受賞。
シェルはナイジェリアの住宅街で起こったガスの炎上事故によって受賞。
ウォルマートは製造業者の労働条件に関するあらゆる責任を否定していることで受賞。
KPMGは顧客に対して税金逃れを奨励しているとして受賞した。

## リンク
- Public Eye Awards - 公式サイト
- Berne Declaration
- Greenpeace Switzerland